# Ясинуватський провулок
Ясинува́тський прову́лок — провулок у Голосіївському районі міста Києва, місцевість Забайків'я. Пролягає від Фрометівського узвозу до тупика.

## Історія
Провулок виник на початку XX століття під назвою (3-тя) Лугова вулиця (вперше згадана в довіднику «Весь Киев» на 1913 рік). Сучасна назва — з 1955 року. 
Поряд існували також вулиця і проїзд Ясинуватські (колишні Лугові), ліквідовані у 1970–80-х роках у зв'язку зі знесенням старої забудови.